# Julnatten
Julnatten är natten mellan den 24 och den 25 december, och tillhör kyrkligt sett Juldagen med dess tema Jesu födelse. 
Julnatten sedan 2003 års evangeliebok införd i evangelieboken, och firas med julnattsmässa. Rubriken är Den heliga natten, och den mest välkända texten är julevangeliet.
I svensk folktro var julnatten de dödas natt. Det hände därför att man lät en del av julmaten stå kvar på bordet efter att solen gått ned, så att döda släktingar kunde ta för sig av den.

## Svenska kyrkan

### Texter
Söndagens tema enligt 2003 års evangeliebok är Den heliga natten. De bibeltexter som används för att belysa dagens tema är:
| Varje år                                                | Psaltarpsalm      |
| Jesaja 9:2-7 Hebreerbrevet 1:1-6 Lukasevangeliet 2:1-20 | Psaltaren 108:2-7 |